# Propaganda Games
Propaganda Games — закрита студія-розробник відеоігор, розташована в Ванкувері (Британська Колумбія, Канада). Була заснована в 2005 році, як дочірня компанія Disney Interactive Studios.

## Історія
Buena Vista Games сформувала студію з вихідців з EA Canada в квітні 2005 року. Компанія придбала ліцензію на серію ігор Turok в травні 2005 року, нова гра серії вийшла в 2008 році. Сиквел, Turok 2, також знаходився в розробці, але був скасований через звільнення в студії.
Після завершення роботи над Трон: Еволюція і скасування Pirates of the Caribbean: Armada of the Damned The Walt Disney Company закрила студію в січні 2011.

## Ігри
| Дата випуску | Назва                                          | Жанр(и)                | Платформа(и)                               |
| ------------ | ---------------------------------------------- | ---------------------- | ------------------------------------------ |
| 2008         | Turok                                          | Шутер від першої особи | Microsoft Windows, PlayStation 3, Xbox 360 |
| 2010         | Трон: Еволюція                                 | Action-adventure       | Microsoft Windows, PlayStation 3, Xbox 360 |
| Скасована    | Pirates of the Caribbean: Armada of the Damned | Екшен, Рольова гра     | Microsoft Windows, PlayStation 3, Xbox 360 |
| Скасована    | Turok 2                                        | Шутер від першої особи |                                            |